# Tout Prévoir
 (octobre 2009).
Si vous disposez d'ouvrages ou d'articles de référence ou si vous connaissez des sites web de qualité traitant du thème abordé ici, merci de compléter l'article en donnant les références utiles à sa vérifiabilité et en les liant à la section « Notes et références ».
Tout Prévoir, « le mensuel du praticien », est une revue d’information médicale éditée par les éditions Tout Prévoir et vendue sur abonnement. Elle s’adresse aux professionnels de santé.

## Chiffres
- 10 numéros par an dont deux thématiques[1]
- 18 000 lecteurs[2]
- 2e diffusion payée de la presse professionnelle médicale mensuelle[3]

## Rubriques
La revue Tout Prévoir s’articule autour de quatre principaux axes : « Perspectives » (santé publique, recherche, interviews, sagesses médicales,…), « DPC » (entretiens, congrès, médecine au quotidien, cas cliniques, pharmacovigilance,…), « Profession » (politique de santé, gestion du cabinet, droit, fiscalité et prévoyance,…), « Art de vivre » (voyages, spectacles, cinéma, critiques littéraires,…).

## Éditeur
Tout Prévoir est une revue de groupement du domaine de la presse professionnelle médicale, qui fut créé à l’origine par l’Association Générale des Médecins de France en direction de ses membres. La revue bénéficie d’un numéro de commission paritaire.
La revue Tout Prévoir est éditée par les éditions Tout Prévoir, SARL de presse appartenant à 100 % à Groupe Pasteur Mutualité.

## Historique
En 1966, lancement du Bulletin de l’Association Générale des Médecins de France dont la revue Tout Prévoir est issue.
En 1979, le titre Tout Prévoir apparaît en base line du bulletin. le magazine adopte un positionnement plus convivial et ouvert sur le monde.
En 2001, Tout Prévoir est repositionné en magazine d'information médicale. Son objectif est d'être au cœur de l'actualité médicale et de traiter également en profondeur les questions liées aux pratiques professionnelles, à la gestion de cabinet et à la prévoyance des professionnels de santé.
En 2007, la rubrique FMC apparaît, inscrivant résolument la revue dans l'univers de la presse médicale.
En 2008, le Professeur Bernard Devulder, Doyen honoraire de la faculté de médecine de Lille, devient rédacteur en chef scientifique. 
En 2009, Tout Prévoir fête son 400e numéro.
En 2010, une étude d'audience réalisée par le Centre d'Etudes sur les Supports d'Information Médicale (CESSIM) souligne l'attractivité de la revue auprès des lecteurs de la presse médicale.
En 2012, Tout Prévoir change de couverture et enrichit son contenu DPC en collaborant avec des éditeurs scientifiques, tels que Les Editions Lavoisier.
En 2017, Tout Prévoir cesse ses parutions. Il est remplacé par le site d'information m-soigner.com.